# Demonic
Demonic je sedmi studijski album američkog thrash metal sastava Testament. Diskografske kuće Burnt Offerings i Music for Nations objavile su ga 24. lipnja 1997. Različiti su recenzenti za pjesme na albumu izjavili da pripadaju modernom thrash metalu s vokalima iz death metala, death-thrashu ili samo death metalu. Jedini je Testamentov studijski uradak na kojem je bas-gitaru svirao Derrick Ramirez i prvi na kojem je bubnjeve svirao Gene Hoglan.

## Pozadina
Budući da je ugovor s diskografskom kućom Atlantic Records poništen nakon objave Lowa 1994., skupina je 1995. samostalno objavila koncertni album Live at the Fillmore, nakon čega je uz pomoć Jona Zazule iz Megaforce Recordsa osnovala vlastitu diskografsku kuću Burnt Offerings. Zazula je bio zadužen za promidžbu i marketing, premda se u prošlosti razilazio s grupom u određenim odlukama. Nakon što je nakon svađe s pjevačem Chuckom Billyjem bubnjar Jon Dette napustio sastav i postao Slayerov koncertni bubnjar, grupa je početkom 1996. odlučila raditi s Chrisom Kontosom iz Machine Heada. S njime je snimila obradu pjesme "Rapid Fire" za album u počast heavy metal sastavu Judas Priest. 
U ljeto 1996. objavljena je vijest da se Testament razišao i da će Billy i gitarist Eric Peterson nastaviti s radom pod imenom Dog Faced Gods prema nazivu pjesme s Lowa. Međutim, to se na koncu nije dogodilo i sastav je nastavio djelovati pod starim imenom. Chrisa Kontosa zamijenio je Gene Hoglan (član Dark Angela i nekadašnji član Deatha). Derrick Ramirez, bratić Erica Petersona, svirao je bas-gitaru umjesto Grega Christiana, koji je 1996. napustio grupu. U snimanju Demonica nije sudjelovao gitarist James Murphy jer je bio na turneji kojom je podržavao samostalni album Convergence; Billy je pjevao na tom albumu pjevao na pjesmi "Touching the Earth". Ipak, u vrijeme objave Demonica bubnjar John Dette ponovno se priključio Testamentu jer se Hoglan odlučio posvetiti Strapping Young Ladu. Glen Alvelais, gitarist koji je otpušten prije objave Lowa, ponovno se pridružio Testamentu pri kraju snimanja Demonica da bi zamijenio Murphyja, no gitaru svira samo na pjesmi "New Eyes of Old". Burnt Offerings objavio je album u lipnju 1997., a u Europi ga je objavio Music for Nations. Prvi je album od The Legacyja koji se nije pojavio na glazbenim ljestvicama.
O razvoju grubljeg vokalnog stila na albumu članovi su komentirali:

## Naslovnica i ilustracije
Naslovnicu za Demonic izradio je Dave McKean, koji je također izradio naslovnice za prethodni album Low i idući album The Gathering. U intervjuu iz 1999. tijekom promidžbe The Gatheringa Peterson je izjavio da naslovnica prikazuje vrstu afričkog egzorcizma; drvena maska predstavlja opsjednutu osobu i u nju se zabijaju čavli koji tu osobu oslobađaju od zloduha.
McKean je također dizajnirao pentagram na omotu na temelju logotipa Legacyja (naziva pod kojim je Testament objavio demo-uradak). Crtež lubanje bez pentagrama pojavio se na naslovnici prvog Testamentovog albuma The Legacy.

## Popis pjesama
Tekstovi: Chuck Billy, osim na pjesmi "New Eyes of Old", čiji su tekst napisali Eric Peterson i Billy. 
| 1.    | »Demonic Refusal«      | Peterson, Derrick Ramirez | 5:22 |
| 2.    | »The Burning Times«    | Peterson, Ramirez         | 5:15 |
| 3.    | »Together as One«      | Peterson                  | 4:18 |
| 4.    | »Jun-Jun«              | Peterson, Ramirez         | 3:44 |
| 5.    | »John Doe«             | Peterson                  | 3:11 |
| 6.    | »Murky Waters«         | Peterson                  | 3:01 |
| 7.    | »Hatreds Rise«         | Peterson                  | 3:15 |
| 8.    | »Distorted Lives«      | Peterson                  | 3:36 |
| 9.    | »New Eyes of Old«      | Peterson                  | 3:01 |
| 10.   | »Ten Thousand Thrones« | Peterson                  | 4:37 |
| 11.   | »Nostrovia«            | Peterson, Ramirez         | 1:31 |
| 40:51 |                        |                           |      |

## Recenzije
Reakcije na Demonic, kao i na Souls of Black, bile su podijeljene. U časopisu Rock Hard kritiziran je vokalni stil Chucka Billyja. Uwe "Buffo" Schnädelbach napisao je da je Testament "napustio svoj glazbeni dom" usprkos dobrim pjesmama i Hoglanovom "izvrsnom sviranju bubnjeva". Dodijelio mu je 6,5 bodova od deset. Alex Henderson s mrežnog mjesta AllMusic ime Demonic opisao je "prikladnim". Dodao je da nije za "uobičajene" obožavatelje thrasha, a u razini žestine izjavio je da je više nalik Slayerovu Reign in Bloodu nego prijašnjim Testamentovim uradcima. Dodijelio mu je tri zvjezdice od njih pet. Na mrežnom mjestu Chronicles of Chaos Drew Schinzel istaknula je da bi stariji obožavatelji mogli biti razočarani promjenom stila i dodijelila mu je sedam od deset bodova. Suprotnog mišljenja bio je Christian Rosenau na mrežnom mjestu www.bloodchamber.com, koji je izjavio: "Sva sreća da Testament više ne stvara one trijumfalne pjesme iz osamdesetih jer bismo inače izgubili ovaj draguljčić od death-thrasha." Dodijelio mu je osam od deset bodova. Istu je ocjenu albumu dao i Metal Observer, koji ga je opisao "homogenim", što je "vrlo dobro" na duže staze.

## Zasluge
| Testament - Chuck Billy – vokali, produkcija - Gene Hoglan – bubnjevi - Derrick Ramirez – bas-gitara - Eric Peterson – gitara, produkcija Dodatni glazbenici - Glen Alvelais – gitara (na pjesmi "New Eyes of Old") | Ostalo osoblje - Douglas Hall – produkcija, tonska obrada - Mauricio Acevedo – pomoćnik pri miksanju - Michael Wagener – miksanje - George Marino – masteriranje - Walter Morgan – fotografija - Dave McKean – dizajn, ilustracije, fotografija |